# Eremophila (ptak)
Eremophila – rodzaj ptaków z rodziny skowronków (Alaudidae).

## Rozmieszczenie geograficzne
Rodzaj obejmuje gatunki występujące w Eurazji, północno-zachodniej Afryce, Ameryce Północnej i w północno-zachodniej części Ameryki Południowej (Kolumbia).

## Morfologia
Długość ciała 13–17 cm, masa ciała 30–40 g.

## Systematyka
Rodzaj nazwał w 1828 roku niemiecki zoolog Friedrich Boie w artykule poświęconym uwagom na temat kilku nowych rodzajów ptaków, opublikowanym w czasopiśmie Isis von Oken. Gatunkiem typowym jest (późniejsze oznaczenie) górniczek zwyczajny (E. alpestris).

### Etymologia
- Eremophila: gr. ερημοφιλης erēmophilēs ‘miłośnik pustyni’ (tj. miłośnik piasku), od ερημος erēmos ‘pustynia’; φιλος philos ‘miłośnik’, od φιλεω phileō ‘kochać’[17].
- Phileremos: gr. φιλερημος philerēmos ‘lubiący samotność’, od φιλεω phileō ‘kochać’; ερημος erēmos ‘pustynia’[18].
- Chionophilos: gr. χιων khiōn, χιονος khionos ‘śnieg’; φιλος philos ‘miłośnik’, od φιλεω phileō ‘kochać’[19]. Gatunek typowy (oznaczenie monotypowe): Alauda alpestris Linnaeus, 1758.
- Niphophilos: gr. νιφα nipha ‘śnieg’; φιλος philos ‘miłośnik’, od φιλεω phileō ‘kochać’[20].
- Otocoris (Otocorys, Oticorys, Otocourys, ): gr. ους ous, ωτος ōtos ‘ucho’; nowołac. corys, coryx ‘skowronek’, od gr. κορυδος korudos ‘dzierlatka’, od κορυς korus, κορυθος koruthos ‘hełm’[21]. Gatunek typowy (oznaczenie monotypowe): Alauda cornuta A. Wilson, 1808 (= Alauda alpestris Linnaeus, 1758).
- Otocornis: gr. ους ous, ωτος ōtos ‘ucho’; ορνις ornis, ορνιθος ornithos ‘ptak’[22]. Gatunek typowy (oznaczenie monotypowe): Otocornis bilopha Rüppell, 1845 (= Alauda bilopha Temminck, 1823).
- Otocoryx: gr. ους ous, ωτος ōtos ‘ucho’; nowołac. corys, coryx ‘skowronek’, od gr. κορυδος korudos ‘dzierlatka’, od κορυς korus, κορυθος koruthos ‘hełm’[23].
- Otocorydopsis: rodzaj Otocoris Bonaparte, 1838 (górniczek); gr. οψις opsis ‘wygląd’[24]. Gatunek typowy (oryginalne oznaczenie (również monotypowe)): Otocoris berlepschi E. Hartert, 1890 (= Otocorys alpestris rubeus[g] Henshaw, 1884).

### Podział systematyczny
Do rodzaju należą następujące gatunki:
- Eremophila bilopha (Temminck, 1823) – górniczek mały
- Eremophila alpestris (Linnaeus, 1758) – górniczek zwyczajny